# الجذع المتحول

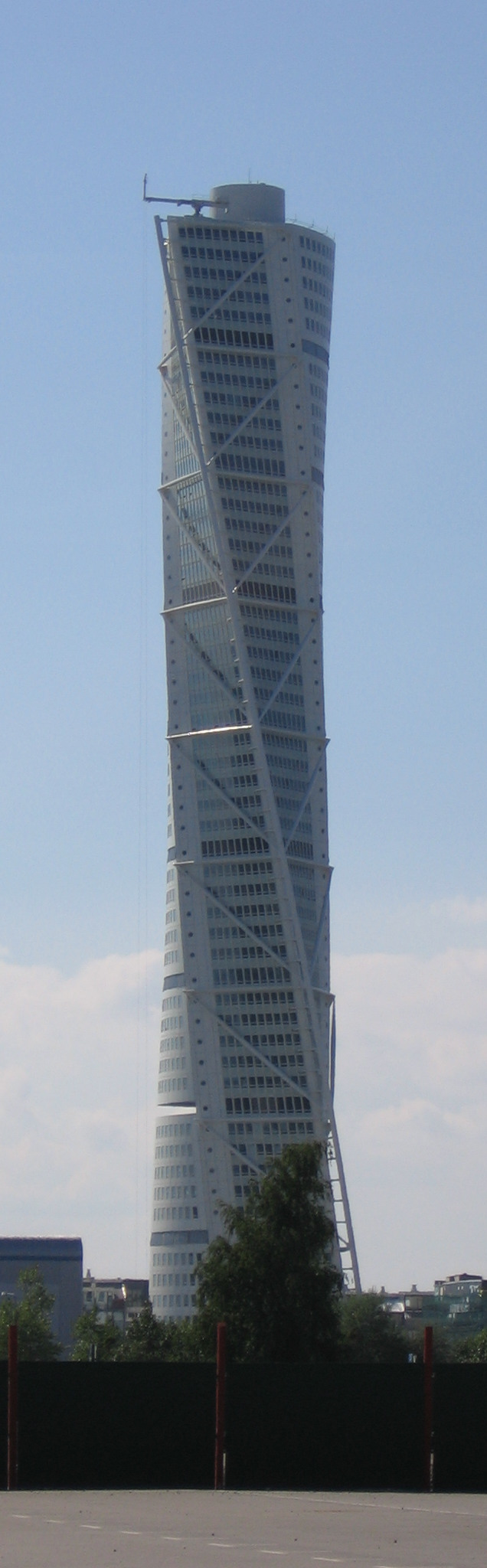
منظار للجذع المتحول ، قبل فترة قصيرة من الافتتاح الرسمي

الجذع المتحول (Turning Torso) هو ناطحة سحاب سكنية ارتفاعها 190 متر، 54 طابقا يقع في مدينة مالمو السويدية. هو أعلى مبنى سكني في السويد والثاني في أوروبا (يوم افتتاحة)، تصميم المهندس المعماري الأسباني سانتياغو كالاترافا. اُفتتح في 27 أغسطس 2005 ، في عام 2005 بعد أربع سنوات من البناء. حصل على جائزة ميبيم (MIPIM) في معرض البناء في كان (فرنسا) لأفضل مبنى سكني في العالم. ومتحف الفن الحديث دخل المبنى الذي صممه سانتياغو كالاترافا من ضمن أجمل 25 ناطحات سحاب في العالم.

## الموقع
البرج يقع غرب ميناء مالمو، بالقرب من جسر فوق مضيق اوريسوند الذي يربط السويد مع الدانمرك.
يقع المبنى في منطقة حضرية متدهورة، والتي سيتم تحديثها، من منطقة صناعية عتيقة، إلى منطقة سكنية، تضمن مرافق لأوقات الفراغ ومحلات تجارية قريبة من وسط المدينة ومن شاطئ ريبيرسبورك (Ribersborg)

## أرقام
- ارتفاع البرج هو 190 مترا. البناء يتألف من تسعة مكعبات كل منهم يتكون من 5 طوابق. إذا أضفنا الطوابق الوسطى فإن المجموع 54 طابق.
- الحيز المتاح لكل طابق = 400 م2
- هناك 147 شقة من المكعب الثالث إلى التاسع. كل طابق يضمن منطقة مربعة حول الهيكل المركزي وأخرى ثلاثية مدعومة من الهيكل الصلب الخارجي.
- 90 درجة هي زاوية دوران المبنى حول نفسة

## المهندس
المهندس سانتياجو كالاترافا، فنان، نحات ومهندس، مقره في زيوريخ، باريس، نيويورك، وفالنسيا. يجد إلهام في الحركات الطبيعية للحيوانات والبشر. الجذع المتحول يمثل التواء الجسم البشري.

## تواريخ
- حُفرت الأرض في 14 فبراير 2001
- بدأ البناء في يونيو 2001
- صب الأساس في مارس 2002 أسس وستكمل في أغسطس 2002
- اُنجز المشروع في تشرين الثاني / نوفمبر 2005

## البناء والتشييد
البرج يُعبر ليس فقط عن المفهوم الهندسي المُميز ولكن أيضا عن التكنولوجيا والتقنية المتقدمة.
البناء شُيد من الصلب والزجاج والخرسانة المسلحة، ويتمحور في تسعة مكعبات دورانية، هيكلها الرئيسي هو عنصر أساسي من الخرسانة المسلحة قطره 10.6 متر (مثل العمود الفقري).
مركز البناء يتطابق تماما مع محور دوران الطوابق. الغلاف الخارجي للمبنى مصنوع من لوحات من الزجاج والالمنيوم. كل مكعب يشمل ستة طوابق.
المبنى له شكل ديناميكي، جرى اختباره في غرفة الريح في جامعة ويسترن أونتاريو (University of Western Ontario) في كندا.
الأسطوانة المركزية الرئيسية، والتي ترتبط فيها الهياكل الأفقية بشكل كابولي، تحتوي على المصاعد، النظم التكنولوجية والخدمات.
الهيكل بُني بقطع، ابتدئاً من صبه الأسطوانة المركزية، ومواصلة بتنفيذ السقالة (Scaffolding).
عقدات (Slab) الطوابق مُعززة بقضبان معدنية الشابكة مع السلاح الفولاذي للهيكل المركزي المركزية. كل طابق لة زاوية دوران = حوالي 1.6 درجة لخلق الشكل اللولبي للبناء. الواجهة تتكون من حوالي 2800 لوح من الألومنيوم. هذه الألواح مصممة خصيصا لمعالجة مشاكل التركيب، وقد خضعوا أيضاً لسلسلة من الاختبارات لدراسة مقاومتهم لضغوط الرياح والماء والموالح.
جزء من الإجهاد على الهيئة المركزية يمتصها عمود معدني، لة شكل متموج، والذي يلف حول نفسة بمقدار 90 درجة ومتصل بالجدار المركزي (في آخر طابقين لكل كتلة) بواسطة أسلاك معدنية، منهم 20 أفقي و18 قطري (نظام ستيل سيجار).

### الأساس
أساس الهيكل مكون من حصيرة مسلحة وقوالب فولاذية الذين يصلوا إلى عمق 15 مترا من خلال طبقة من الحجر الجيري.
القوالب الفولاذية مثبتة عن طريق حقن من الأسمنت. وعلى هذا الأساس تم تنفيذ قاعدة من الخرسانة المسلحة قطرها 30 مترا وسمكها 7 أمتار. من هنا يبدأ الهيكل الرئيسي (أو الداعم)، الذي يتكون من أسطوانة من الخرسانة المسلحة، يتناقص حجمه من الخارج (أي مدبب)، سماكته 2.5 متر عند القاعدة ونحو 40 سنتيمترا عند القمة، بينما قطره الداخلي = 10.6 متر.
ما يقرب من 5100 م3 من الخرسانة استعملت في الأساس، والسكب استمر لمدة 3 أيام وليال، بمعدل 100-150 م / ساعة. نحو 850 شاحنة استعملوا للنقل. استعمال الحاسوب في كل العملية كفل للخرسانة المزيج الأمثل ودرجات الحرارة المناسبة للصب. الذي اكتمل حتى الطابق الأرضي في يونيو 2002.

### الهيكل الفولاذي الخارجي
العناصر الفولاذية للدعم الخارجي مرطبتين ببعضهم البعض عن طريق اللحام وعليهم طلاء يحميهم من التآكل. ويتم ذلك لضمان أطول فترة ممكنة من الصيانة الدورية، والتي تعتبر مسألة مهمة في إدارة المبنى.
فولاذ الدعم الخارجي يتألف من أنبوب عمودي Aِ يصل إلى نهاية طوابق المبنى، متصلين بالعمود A هناك 20 أنبوب أفقي و18 أنبوب قطري. هذه الأنابيب مرتبطة بالجدران الهيكلية وتحتضن طابقين في المنطقة العلوية لكل مكعب. الغرض من هذا هو تحويل جهد أنابيب الفولاذ إلى الأسطوانة الخرسانية المركزية. وعلاوة على ذلك، فان العمود الفولاذي مرتبط بعنصرين من عناصر الاستقرار في كل طابق. وتستخدم هذه العناصر لتثبيت ودعم العمود الصلب.
وزن كل واحدة من الأنابيب الفولاذية الأفقية = 8 أطنان، وذلك للقطري = ما بين 12 و20 طن. وبما أن هناك 20 أنبوب الأفقي و18 قطري، فالوزن الكلي = 460 طن. إجمالي وزن كل الأنابيب الفولاذية = 820 طن.
الإطار الفولاذي الخارجي صُنع في شركة إميسا (Emesa) الأسبانية وجُمع ورُكب من قبل شركة بروميكرون (Promecon) الدنماركية.

### الواجهة
ولأن سطح البناء لولبي (أي يلف حول نفسة)، فالواجهة لها انحناء مزدوج (مثلاً الأسطوانة لها انحناء واحد أما الكرة فلها انحنائين)، وهذا يجعل بنائها وتشييدها في غاية التعقيد. الواجهة مكونة من الزجاج والألمنيوم، اجتازت عدة اختبارات معملية لمقاومة تسرب الهواء والماء. العزل عُمل وفقا للقواعد السويدية.
الواجهات مكونة من 2800 لوحة و2250 نافذة. سطح اللوحات منحني أما الزجاج فهو مسطح. كل مكعب مغطى ب300 لوحة.
مهمة تركيب اللوحات معقدة جداً، لأن المفاصل بين اللوحات يجب أن يكونوا في غاية الدقة.
بهدف إعطاء الشكل اللولبي للمبنى، فالنوافذ يجب أن يميلوا إلى الداخل أو الخارج، اعتمادا على أي جانب من المبنى هم موجودين. في الجانب الغربي الميلان هو نحو الداخل، أما في الساحل الشرقي، فهو إلى الخارج. زاوية الميل الرأسي للنوافذ هي من 0 حتي 7 درجات، أما الزاوية الأفقية فهي تساوي حوالي 6 درجات.
لتنظيف النوافذ الخارجية، هناك مصممة خصيصا رافعة لرفع مصعد الذي يصعد وينزل على طول الواجهة. الذي يُمكن استخدامه لجميع أعمال الصيانة.
الواجهة صُنعت وجمعت من قبل الشركة الأسبانية فولكرا (Folcra).

### المصاعد
سيكون هناك حوالي 4,000 متر مربع للمكاتب، و147 شقة وغرف للاجتماعات في أغلى طابقين. ولهذا، فإن المصاعد مهمة جدا بالنسبة لكل من الراحة والأمان.
ثلاثة مصاعد لخدمة المنطقة السكنية، سرعتها في 5م/ث (18 كم / ساعة). يستغرق 38 ثانية للانتقال من الطابق الأول حتى الطابق 54. واحد من المصاعد مجهز للطوارئ، لة امدادات منفصلة للطاقة والتهوية ويمكن استخدامه من قبل أفراد ألإنقاذ في حالة نشوب حريق.
اثنان من المصاعد تخدم المكاتب فقط، سرعتها 3.5 متر /ثانية (12.6 كم/ ساعة). هذا الحل يضمن قدرة ووقت قليل للانتظار حتى خلال «ساعة الذروة» وفي حالات الصيانة.
المصاعد مصممة من شركة كون (KONE). خلال البناء المصعد كان ضروري لنقل الأفراد والمواد، وكان يُستخدم المصعد KONE Jumplift خلال عمليات البناء. عندما انتهى البناء استبدل بمصعد تقليدي.

### اختبارات نفق الرياح
تم اختبار المبنى في نفق الرياح في جامعة أونتاريو في كندا. نتائج الاختبار تبين كيف تتصرف اجزاء المختلفة للمبنى نتيجة قوة الريح. تم اختبار المبنى من الريح الذي يحدث، حسب الأحصائيات، مرة واحدة كل مائة سنة، فإن الحسابات تشير إلى أن تذبذب الجذع العلوي يقل عن 30 سم في أعلى. المرجعية هي مسافة انحناء الجزء العلوي للبناء بالنسبة للخط العمودي.
اختبارات نفق الرياح استخدمت لتحسين حجم الأساس التي هي 7 متر السمك و30 مترا قطر هيكل الاسمنت.

### نظام ضد الحريق
اهتمام خاص كان للسلامة من الحرائق: البناء له نظام رش (sprinkler) في حالة وجود عطل به، البرج مقسم إلى أجزاء بحيث تحول دون انتشار سريع للحريق. واحد من المصاعد الخمسة، عالية السرعة، اختبر للعمل في حالات الطوارئ، لأن له نظام تهوية وكهرباء مستقل.
ثلاثة مصاعد لخدمة المنطقة السكنية فقط السرعة 5م/ث (18 كم/ساعة). يستغرق 38 ثانية للانتقال من الطابق الأول إلى الطابق الرابع والخمسين. واحد من المصاعد مجهز للطوارئ له إمدادات منفصلة للطاقة والتهوية بحيث يمكن استخدامها من قبل أفراد الإنقاذ في حالة نشوب حريق.
اثنان من المصاعد تخدم المكاتب فقط، سرعتها 3.5 متر /ثانية (12.6 كم/ساعة). هذا الحل يضمن وقت قليل للانتظار حتى خلال «ساعة الذروة» وفي حالات الصيانة.

## الوظيفة
في المبنى تتعايش المساكن الفاخرة والمكاتب. التي تقع في أول مكعبين ومجموع مساحتهم 4,000 متر مربع. المكعبات من الثالث إلى التاسع تستضيف 147 منزل مساحة كل منهم تتراوح ما بين 45 و190 متر مربع. الطابقان العلويان (والتي منهم تستطيع أن ترى كوبنهاغن) مخصصة لاجتماعات العمل، والاجتماعات السياسية والزيارات الرسمية.

## أرقام

### مجموع مساحة الشقة
مجموع مساحة الشقة حوالي 13,500 م2 ، من المكعب الثالث إلى التاسع

### المساحات التجارية
مجموع المساحات التجارية يقارب 4000 م2 في أول مكعبين. المنطقة التجارية لها مصاعدها الخاصة بها وجميع وسائل الراحة مثل التدفئة والتبريد ونظم تكنولوجيا المعلومات.

### أماكن الاجتماعات
في الجزء العلوي من المبنى، في 53 و54 طابق يوجد مكان للمؤتمرات من جميع الأحجام.

### استقبال/الكونسيرج
هناك صالات استقبال مأهولة لمدة 24 وخدمات تجعل الحياة أسهل بالنسبة للمقيمين.

### مصاعد وسلالم
هناك ثلاثة مصاعد عالية السرعة في المنطقة المركزية لخدمة الشقق. المنطقة التجارية لها مصعدين، بالإضافة إلى المصاعد هناك ثمة درج يصل حتى في الطابق العلوي.

## جوائز
في 10/07/2006 وخلال المؤتمر العالمي الثاني عن الهياكل الخرسانة المسلحة، الذي عقد في نابولي، منحت جوائز المنافسة ف.ي.ب أوارد (FIB Award 2006)، التي نظمها الاتحاد الدولي دو بيتون (du Béton).
هذه الجوائز، لموضوع الهياكل الخرسانة المسلحة المميزة، تمنح مرة كل أربع سنوات، كانت مقسمة إلى فئتين، عمارات وهياكل الهندسة المدنية
من فئات العمارات فاز المبنى السكني (turning torso) المصمم من قبل سانتياغو كالاترافا، ارتفاعة أكثر من 190 مترا، هو أعلى مبنى في السويد والثاني في أوروبا. الهيكل من الخرسانة المسلحة والصلب، ويضم 147 شقة سكنية على 45 طابقا، مساحة كل منها 400 متر مربع. سرعة المصاعد = 18 كم / ساعة، ويمكن أن تصل إلى الطابق الأعلى في 38 ثانية فقط.
الجذع المتحول أصبح معلم دولي جديد لشكلة المميز الذي كان مستوحى من نحت لجذع الأنسان الذي يلف حول نفسه؛

## مباني مشابهة
- برج شيكاغو المدبب (Chicago Spire)
- برج إنفينيتي